# 鄭雋熹
郑雋熹（英語：Cheng Chun Hei，1994年4月18日—），香港男演员及節目主持，2017年加入第29期无线电视艺员训练班 ，毕业后加入無綫電視，曾為旗下基本藝人合約藝員。

## 簡歷
鄭雋熹曾就讀香港浸會大學附屬學校王錦輝中小學，之後到澳大利亞悉尼修讀麥覺理大學傳播學系學士課程。2017年7月，他報名投考第29期無綫電視藝員訓練班，翌年3月初畢業後便加入無綫電視，正式成為旗下基本藝人合約藝員。2019年1月，他與陳俊堅、姚宏遠、程浩駿、林浩文及關梓陽合作經營 YouTube 頻道「人棄組合」，2020年5月在劇集《十八年后的终极告白》中飾演少年「沈敬一」而開始為人認識，亦於 J2 住宅資訊節目《安樂蝸》中擔任主持之一。
2021年5月，鄭雋熹以都市编舞參加跳舞真人秀節目《盛·舞者》，且奪得第四名；同年又獲無綫電視高層及總經理（節目內容營運）曾志偉賞識，與陳俊堅、姚宏遠、程浩駿、林浩文花了一年籌備主持節目《七線人棄王》。2022年4月，他作客《思家大戰》，因贏得5萬元獎金兼獎品而再受關注。另外，他擅長投資股票及虛擬貨幣，名下擁有奔馳 AMG E53（2022年6月轉售）、本田 S2000和保時捷 Taycan 4S三款座駕。
2023年8月2日，鄭雋熹與時任女友林頴彤一行6人（包括女童48歲母親）到那打素醫院欲探望一名虐兒案中的女童，可是基於保護兒童及青少年命令而被社會福利署社工和醫生拒絕。雙方為此爭議，6人因在走廊內大聲叫喊對醫院員工、病人造成滋擾，故被警方以涉嫌公眾地方行為不檢拘捕，其後控告一項「公眾地方行為不檢」罪，並於2024年8月被判罰款1500港元。2023年10月4日，鄭涉及JPEX詐騙案在大埔被商業罪案調查科人員拘捕，其位於元朗南坑村朋友住處的保時捷座駕亦被懷疑為犯罪得益財產而遭拖走。

## 演出作品

### 電視劇
| 首播            | 劇名                      | 角色                           |
| 無綫電視        |                           |                                |
| 2018年          | 《是咁的，法官阁下》      | 文理大学学生                   |
| 2018年          | 《兄弟》                  | 廉政公署调查员（第29集）       |
| 2019年          | 《福尔摩师奶》            | 狄德英下属                     |
| 2019年          | 《铁探》                  | 警员                           |
| 2019年          | 《白色强人》              | 何应昆                         |
| 2019年          | 《十二传说》              | 网友（第11集）                 |
| 2019年          | 《金宵大厦》              | 酒吧客人（第6、15集）          |
| 2019年          | 《金宵大厦》              | 异空间使者（第8集）            |
| 2019年          | 《包青天再起风云》        | 宾客（第5集）                  |
| 2019年          | 《她她她的少女时代》      | 吉他手（第19、20集）           |
| 2019年          | 《解决师》                | 大鸡手下                       |
| 2019年          | 《丫鬟大联盟》            | 扶乩手（第5集）                |
| 2020年          | 《机场特警》              | 机场特警组学员                 |
| 2020年          | 《十八年后的终极告白》    | 沈敬一（少年）                 |
| 2020年          | 《杀手》                  | 𡃁 Jim 手下（第10、18集）      |
| 2020年          | 《过街英雄》              | 钢管舞男（第10集）             |
| 2020年          | 《C9特工》                | 侍应（第17、18集）             |
| 2020年          | 《木棘証人》              | 刑事警察（第3、4集）           |
| 2020年          | 《踩过界2》               | 法庭职员（第13集）             |
| 2021年          | 《坚离地爱坚离地》        | 青年（第10集）                 |
| 2021年          | 《坚离地爱坚离地》        | 保安（第13集）                 |
| 2021年          | 《大步走》                | 乐手（第3集）                  |
| 2021年          | 《爱美丽狂想曲》          | 同学（第1集）                  |
| 2021年          | 《爱美丽狂想曲》          | 蓝天保镖（第21集）             |
| 2021年          | 《伙記辦大事》            | 丧波手下                       |
| 2021年          | 《逆天奇案》              | 军装警员（机动部队队员）       |
| 2021年          | 《一笑渡凡间》            | 小二（第4、5集）               |
| 2021年          | 《欺诈剧团》              | 编剧                           |
| 2021年          | 《七公主》                | 客人（第11、12、15集）         |
| 2021年          | 《七公主》                | 色士风手（第14、21、22集）     |
| 2021年          | 《把关者们》              | 𡃁仔 Jack                      |
| 2021年          | 《青春本我》              | 戴熹（大舊）                   |
| 2021年          | 《异搜店》                | 酒保 Don（第5集）              |
| 2022年          | 《金宵大廈2》             | 粉紅寶寶不吃兔兔（第15、16集） |
| 2022年          | 《食腦喪Ｂ》              | 手下（第19、20集）             |
| 2022年          | 《十八年後的終極告白2.0》 | 徐友齊手下（第1、2、14集）     |
| 2022年          | 《白色強人II》            | 羅家樂（第16集）               |
| 2022年          | 《黯夜守護者》            | 達（第5集）                    |
| 2022年          | 《超能使者》              | 賀逸熹手下（第10集）           |
| 2024年          | 《本尊就位》              | 曾直楠                         |
| 2024年          | 《再見·枕邊人》           | 基                             |
| 2025年          | 《奪命提示》              | 梁大偉                         |
| big big channel |                           |                                |
| 2018年          | 《我老細唔係人》          | James                          |
| See See TVB     |                           |                                |
| 2019年          | 《我們與合格的距離》      | James                          |
| 邵氏兄弟        |                           |                                |
| 2020年          | 《飞虎之雷霆极战》        | 飞虎队队员                     |

### 电视节目
| 年份         | 節目名                                                |
| 無綫電視     |                                                       |
| 2017年       | 《我愛EYT》                                           |
| 2018年       | 《新春辦年貨》                                        |
| 2018年       | 《古巨基初心再體驗》                                  |
| 2019年       | 《金豬報喜迎新歲》                                    |
| 2019年       | 《玩轉獅門娛樂天地》                                  |
| 2020至2022年 | 《安乐蜗》                                            |
| 2020年       | 《我要做业主》                                        |
| 2020至2021年 | 《流行经典50年》                                      |
| 2021年       | 《We Miss Hong Kong STAY-cation晉級賽（第二輪淘汰）》 |
| 2021年       | 《醫醫，我不想再病了》                                |
| 2022年       | 《盛·舞者》                                           |
| 2022年       | 《七线人弃王》                                        |
| 2022年       | 《無綫娛樂新聞報道》（Startalk）                      |
| 2022年       | 《思家大戰》                                          |

### 音樂錄像
- 2020年：林穎彤《可不可以戀愛》

### 廣告
- 2023年：濟眾堂百步追風活絡油之激戰篇

## 外部連結
- 鄭雋熹的Facebook專頁
- 鄭雋熹的Instagram帳戶
- Nobody Production 人棄組合的Facebook專頁